# Leon James (Fußballspieler)
Leon James (* 29. August 2001 in Coventry, England) ist ein englisch-thailändischer Fußballspieler.

## Karriere
Leon James erlernte das Fußballspielen in der Jugendmannschaft von Leicester City im englischen Leicester. Anfang 2020 ging er nach Thailand. Hier unterschrieb er einen Vertrag bei Ratchaburi Mitr Phol. Der Verein aus Ratchaburi spielte in der höchsten Liga des Landes, der Thai League. Nachdem er in Ratchaburi nicht zum Einsatz gekommen war, wechselte er Ende 2020 zum Ligakonkurrenten Sukhothai FC nach Sukhothai. Sein Erstligadebüt gab er am 26. Dezember 2020 beim Auswärtsspiel gegen seinen ehemaligen Verein Ratchaburi Mitr Phol. Hier wurde er in der 69. Minute für Nattawut Jaroenboot eingewechselt. Am Ende der Saison 2021/22 feierte er mit Sukhothai die Vizemeisterschaft und den Aufstieg in die erste Liga. Nach dem Aufstieg verließ er Sukhothai und schloss sich dem Erstligisten Nongbua Pitchaya FC an. Am Ende der Saison 2022/23 musste er mit Nongbua als Tabellenvorletzter den Weg in die Zweitklassigkeit antreten. Nach dem Abstieg verließ er den Verein und schloss sich dem Erstligisten Buriram United an. Nach vier Erstligaspielen für dem Verein aus Buriram wechselte er im Januar 2024 auf Leihbasis zum ebenfalls in der ersten Liga spielenden Chonburi FC.  Am Ende der Saison 2023/24 belegte er mit dem Verein aus Chonburi den 14. Tabellenplatz und musste somit in die zweite Liga absteigen. Für die Sharks bestritt er neun Ligaspiele. Nach dem Abstieg kehrte er im Sommer 2024 zu Buriram zurück. Mit dem U23-Team von Buriram nahm er 2024 an der U23-Meisterschaft teil. Am Ende der Saison feierte er mit der U23 die Vizemeisterschaft. Am Ende der Saison 2024/25 feierte er mit Buriram die thailändische Meisterschaft. Am 24. Mai 2025 stand er mit Buriram im Finale des FA Cups, das man mit 3:2 gegen den Erstligisten Muangthong United gewann. Eine Woche später stand er mit dem Verein im Finale des Thai League Cup. Hier schlug man im BG Stadium den Erstligisten Lamphun Warriors FC mit 2:0. Im Sommer 2025 wechselte er auf Leihbasis zu dem ebenfalls in der ersten Liga spielenden Uthai Thani FC.

## Erfolge
Sukhothai FC
- Thailändischer Zweitligavizemeister: 2021/22  ▲

Buriram United
- Thailändischer Meister: 2024/25
- Thailändischer Pokalsieger: 2024/25
- Thailändischer Ligapokalsieger: 2024/25

Buriram United U23
- Thailändischer U23-Vizemeister: 2024